# Azospirillum
Azospirillum és un gènere de bacteris de la subclasse alfa proteobacteris dins la família Rhodospirillaceae que són diazotrofs associats amb les plantes. Es considera que és un dels rizobacteris que promouen el creixement de les plantes (Plant growth-promoting rhizobacteria, PGPR). Té aplicacions en l'agricultura i a més és un organisme model en la genètica dels bacteris associats amb les plantes en general. Es fan servir com adob biològic (biofertilitzant).
La primera espècie del gènere Azospirillum va ser aïllada per part de Martinus Beijerinck (1925) de sòls pobres en nitrogen dels Països Baixos i originàriament va rebre el nom de Spirillum lipoferum. Més tard aquest bacteri va ser aïllat per Schroder (1932) del sòl i d'algues marines seques a Indonèsia. Després es va descobrir que es trobava àmpliament distribuït en la rizosfera de diverses de les herbes tropicals. Des d'aleshores Azospirillum s'ha aïllat de nombroses gramínies silvestres i cultivades, cereals i lleguminoses de climes tropicals, subtropicals i temperats de tot el món.

## Taxonomia
Tarrand et al. (1978) proposaren Azospirillum com a gènere i amb dues espècies:
- Azospirillum brasilense
- Azospirillum lipoferum

Més tard s'afegiren:
- Azospirillum amazonense
- Azospirillum halopraeferans
- Azospirillum irakense
- Azospirillum doebereinerae
- Azospirillum largimobile

## Efecte en les plantes
La teoria principal sobre la capacitat d'aquests bacteris de promoure el creixement es basa en la seva producció de fitohormones, poliamines i aminoàcids. Es troba en les arrels de plantes tan corrents com el blat i la dacsa.
L'efecte de la inoculació d'Azospirillum en les plantes afecta el creixement d'aquestes i pot incrementar o no el rendiment agrícola La majoria dels estudis d'inoculació s'han fet en plantes gramínies i herbàcies. En general hi ha un increment del pes sec de la planta i de la quantitat de nitrogen en els brots i les llavors, també augmenta el nombre d'espigues i de llavors per cada espiga, a més de la mida de les fulles i l'alçada de les plantes. Augmenta també la taxa de germinació de les llavors.